# Покантико Хилс
Покантико Хилс (на английски: Pocantico Hills) е селище в североизточната част на Съединените американски щати, част от окръг Уестчестър на щата Ню Йорк.
Разположено е на 165 метра надморска височина в Североизточната крайбрежна зона, на 3 километра западно от Маунт Плезънт и на 40 километра северно от центъра на Ню Йорк. Селището възниква през XVII век като част от имението „Филипсбърг“, а от края на XIX век свое имение там изгражда фамилията Рокфелер.

## Известни личности
Починали в Покантико Хилс
- Дейвид Рокфелер (1915 – 2017), банкер